# کازوئو ایناموری
کازوئو اینامُوری (به ژاپنی: 稲盛 和夫 Inamori Kazuo) (زاده ۳۰ ژانویه ۱۹۳۲) کارآفرین، شیمی‌دان و مدیر ارشد اجرایی ژاپنی است، که در سال ۱۹۵۹ شرکت کیوسرا، و در ۲۰۰۰ شرکت کی‌دی‌دی‌آی را تأسیس نمود.
وی هم‌اکنون ریاست هیئت مدیره خطوط هوایی ژاپن را برعهده دارد، همچنین از اعضای هیئت مدیره گلدمن ساکس می‌باشد.